# Stade Bachir

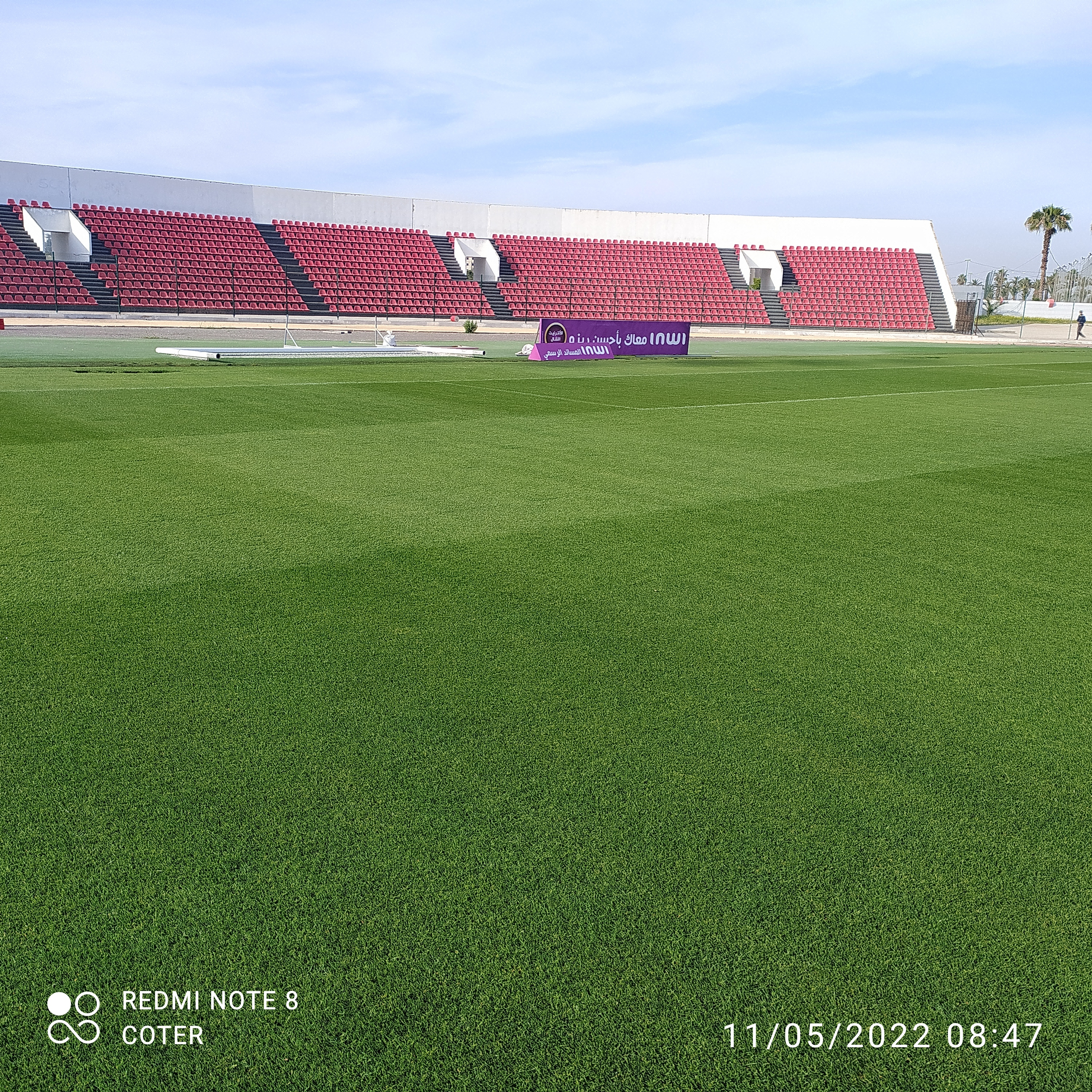
stade pour club SCCM

Le stade Bachir (en arabe : ملعب البشير) est un stade marocain situé à Mohammedia. Il a une capacité de 15 000 places.
Il reçoit les matchs à domicile du SCC Mohammédia, US Mohammédia et même des autres équipes de la Botola Pro1 et de la Botola Pro2.

## Histoire
D'abord connu sous le nom de stade municipal, il a été rebaptisé stade Bachir en 1959,.
Ce stade a connu les gloires des équipes de football de Chabab Mohammedia (SCCM, créée en 1954) et Union de Mohammedia (USM). 
En 1983, pour l'inauguration de l'éclairage du stade, le Chabab, renforcé par des joueurs de l'USM, a reçu l'équipe du Bayern de Munich, match qui s'est conclu sur un match nul (2-2).
En avril 2019, le président du Chabab Hicham Ait Manna organise un match mettant en opposition les légendes du Chabab Mohammedia affrontent les légendes du FC Barcelone, à l'occasion du jubilé de Ahmed Faras, le match s'est soldé sur le score de 2-2.

## Matchs notables
En plus des matches du Derby de Mohammédia et de la Botola Pro1, Botola Pro2 ou même bien de la Coupe du Trône, le stade a accueilli plusieurs grandes rencontres internationales.
- 7 juillet 2010 :  Wydad AC 1 - 0  JS Kabylie
  - Match amical[5]